# Viane
Viane (occitanisch Viana) ist eine französische Gemeinde mit 531 Einwohnern (Stand: 1. Januar 2022) im Département Tarn in der Region Okzitanien (vor 2016 Midi-Pyrénées). Sie gehört zum Arrondissement Castres und ist Mitglied im Gemeindeverband Communauté de communes du Haut-Languedoc. Die Bewohner werden Vianais und Vianaises genannt.

## Lage
Die Gemeinde Viane liegt am Gijou in den Monts de Lacaune des Regionalen Naturparks Haut-Languedoc, etwa 40 Kilometer nordöstlich von Castres. Umgeben wird Viane von den Nachbargemeinden Le Masnau-Massuguiès im Norden und Nordosten, Saint-Salvi-de-Carcavès im Nordosten, Senaux und Escroux im Osten, Lacaune im Südosten, Gijounet im Süden, Berlats im Süden und Südwesten, Espérausses im Südwesten sowie Lacaze im Westen.

## Bevölkerungsentwicklung
| Jahr                       | 1962 | 1968 | 1975 | 1982 | 1990 | 1999 | 2006 | 2013 | 2021 |
| Einwohner                  | 1124 | 1046 | 885  | 817  | 624  | 582  | 608  | 549  | 533  |
| Quellen: Cassini und INSEE |      |      |      |      |      |      |      |      |      |

## Sehenswürdigkeiten

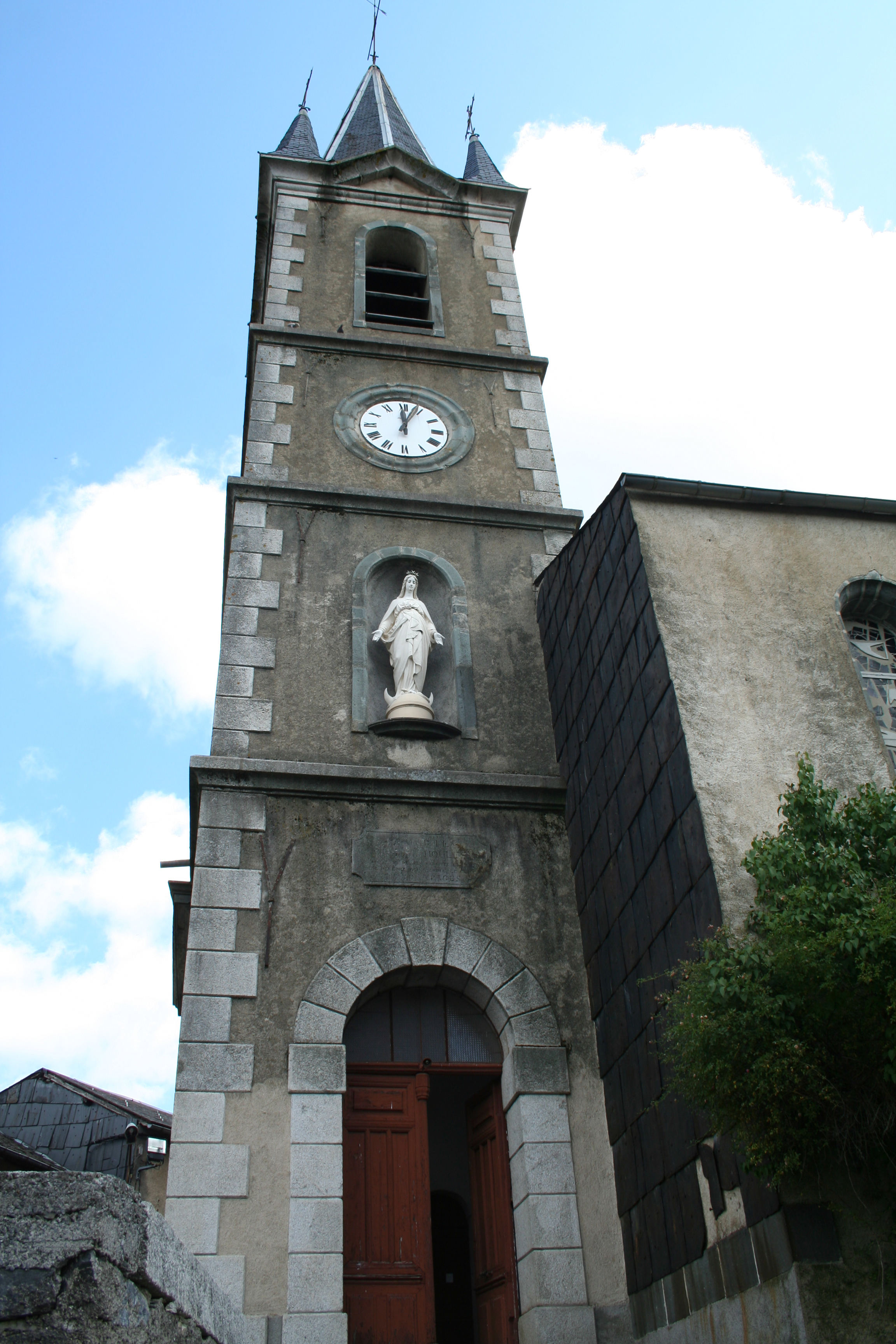
Kirche Notre-Dame
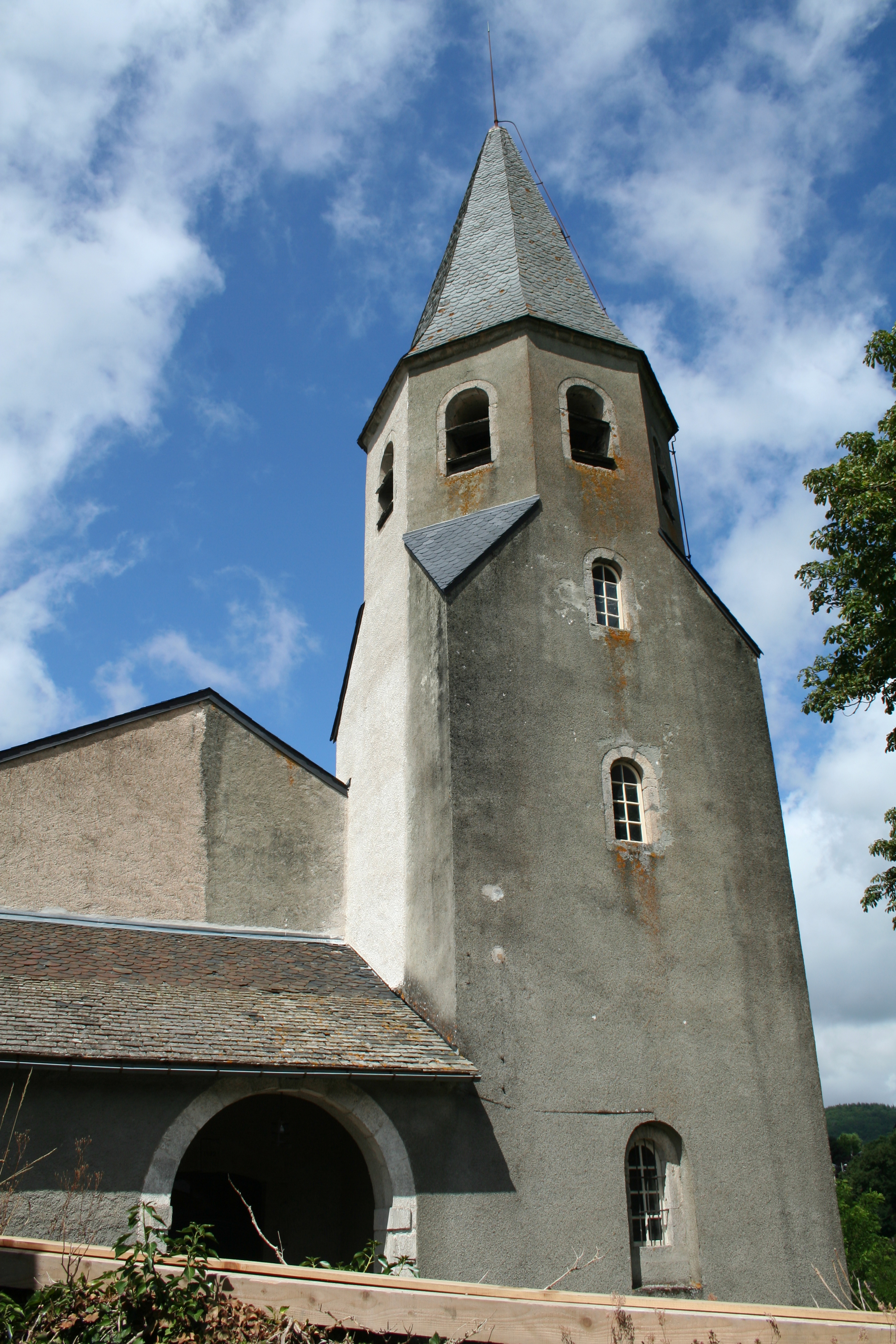
Kirche Notre-Dame im Ortsteil Fraysse
- Tempel der Reformierten Kirche
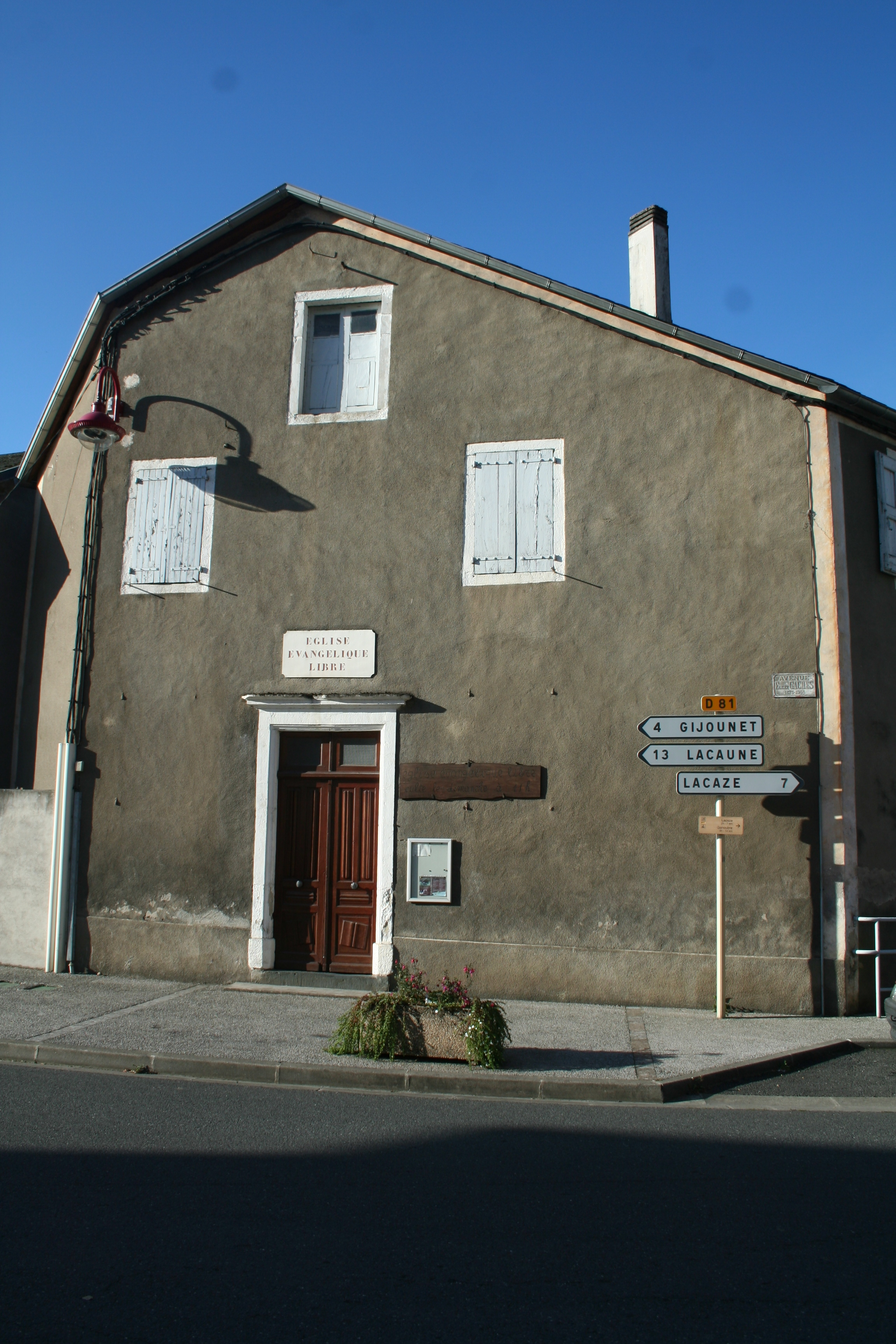
Freie evangelische Kirche
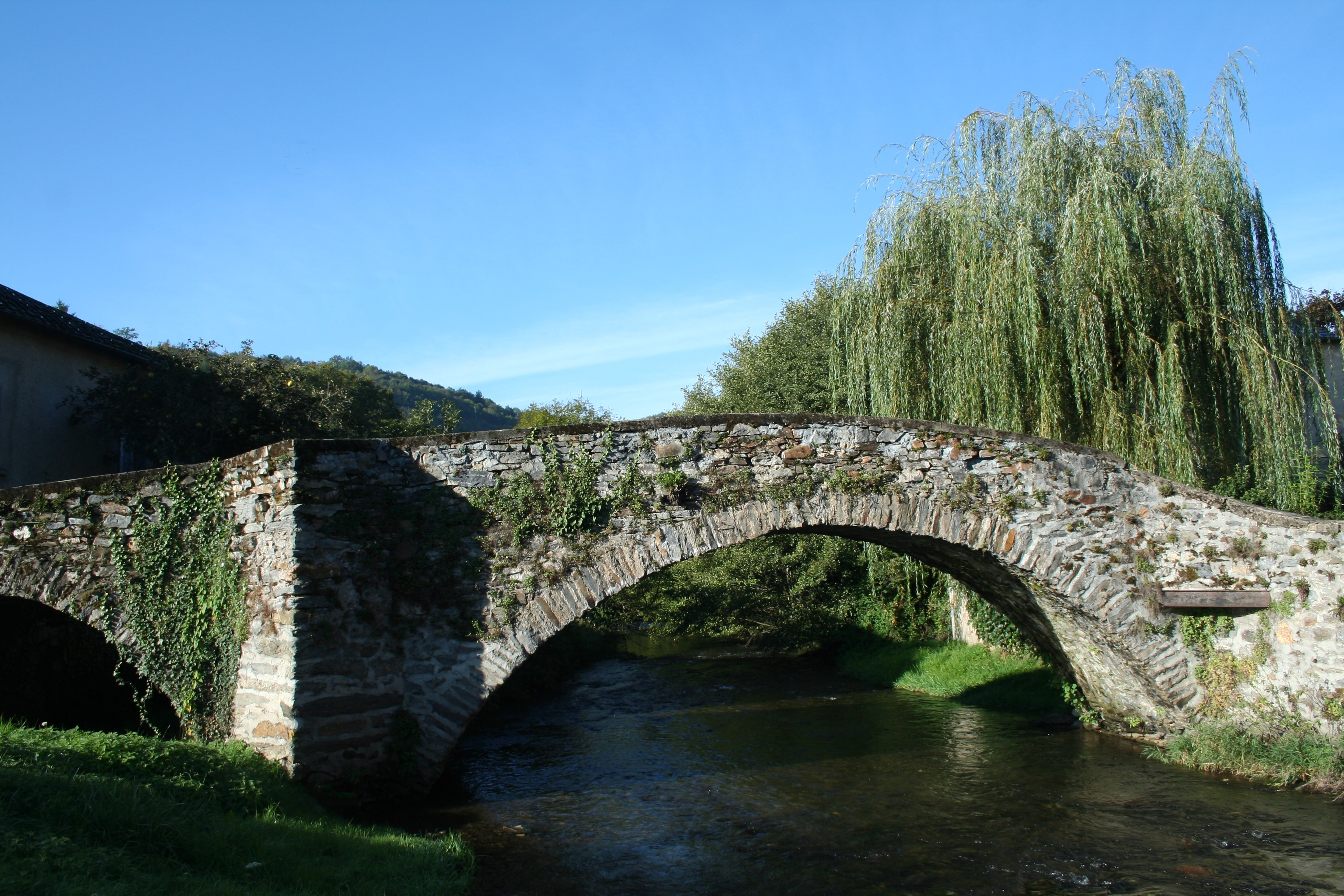
Alte Brücke
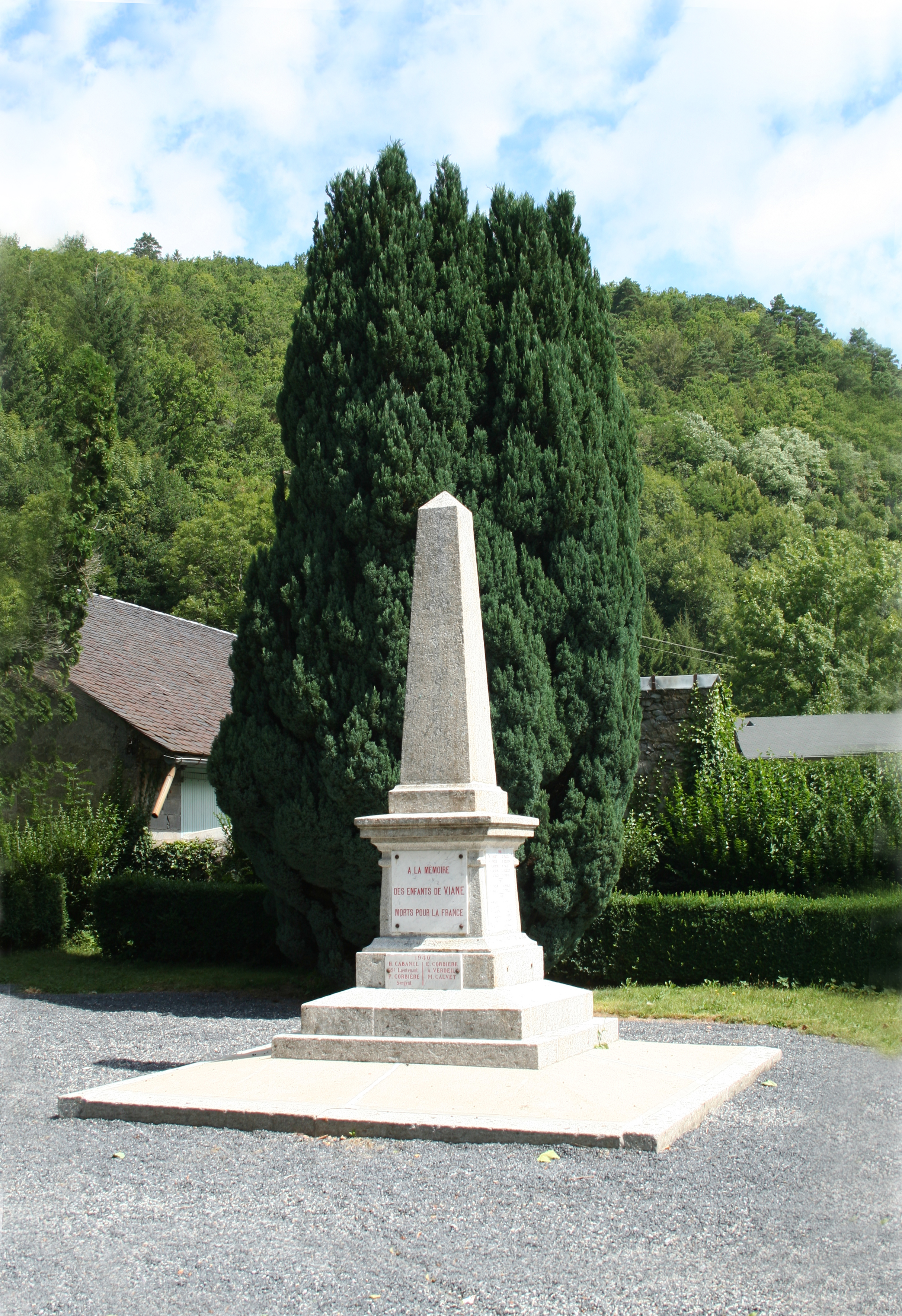
Gefallenendenkmal

- Schloss Lavalette
- Schloss Viane

- Kirche Notre-Dame
- Reformierte Kirche
- Freie evangelische Kirche
- Alte Brücke
- Gefallenendenkmal

## Persönlichkeiten
- François Doumenge (1926–2008), Geograph